# Dopasia
Dopasia – rodzaj jaszczurek z podrodziny Anguinae w rodzinie padalcowatych (Anguidae).

## Zasięg występowania
Rodzaj obejmuje gatunki występujące w Indiach, Nepalu, Bhutanie, Chinach, Tajwanie, Mjanmie, Tajlandii, Laosie, Wietnamie, Malezji i Indonezji.

## Systematyka

### Etymologia
Dopasia: J.E. Gray nie wyjaśnił pochodzenia etymologii nazwy rodzajowej.

### Podział systematyczny
Do rodzaju należą następujące gatunki:
- Dopasia buettikoferi (Lidth De Jeude, 1905)
- Dopasia gracilis (Gray, 1845)
- Dopasia hainanensis (Yang, 1984)
- Dopasia harti (Boulenger, 1899)
- Dopasia ludovici (Mocquard, 1905)
- Dopasia sokolovi (Darevsky & Nguyen Van Sang, 1983)
- Dopasia wegneri (Mertens, 1959)